# Diallylpentasulfid
Diallylpentasulfid ist eine Verbindung aus der Gruppe der organischen Polysulfide.

## Vorkommen

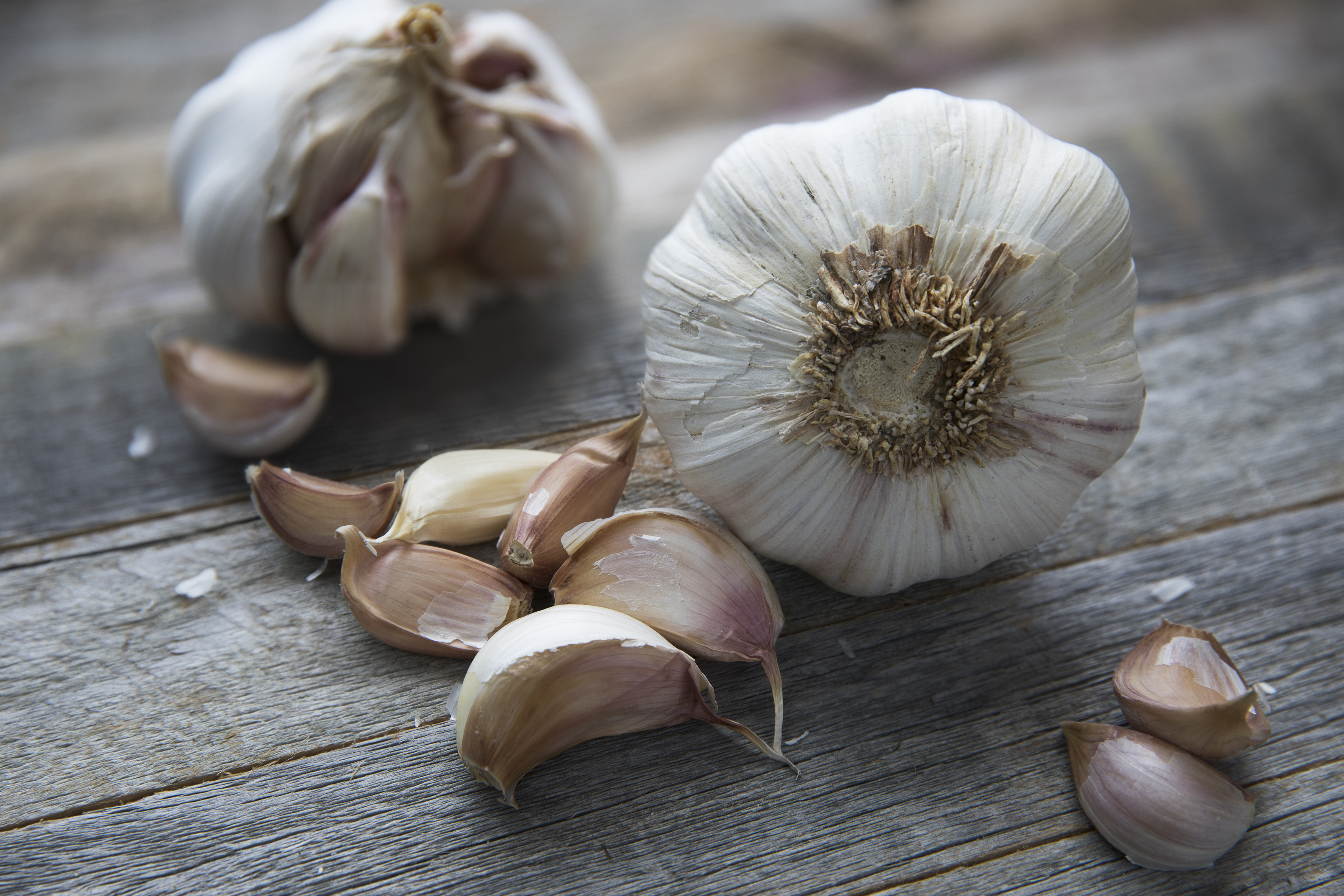
Knoblauch enthält Diallylpentasulfid

Diallylpentasulfid kommt insbesondere in Knoblauchöl vor, außerdem in Schnittlauch.

## Synthese
Umsetzung von Schwefel und Natriumsulfid mit Allylbromid und Tetrabutylammoniumbromid ergibt eine Mischung aus Diallyltrisulfid, Diallyltetrasulfid, Diallylpentasulfid und Diallylhexasulfid, die anschließend getrennt werden kann.

## Eigenschaften
Diallylpentasulfid ist ein starkes Antioxidationsmittel. In Studien an Mäusen hatte es eine präventive Wirkung gegen Hautkrebs.